# Patio de los Disidentes

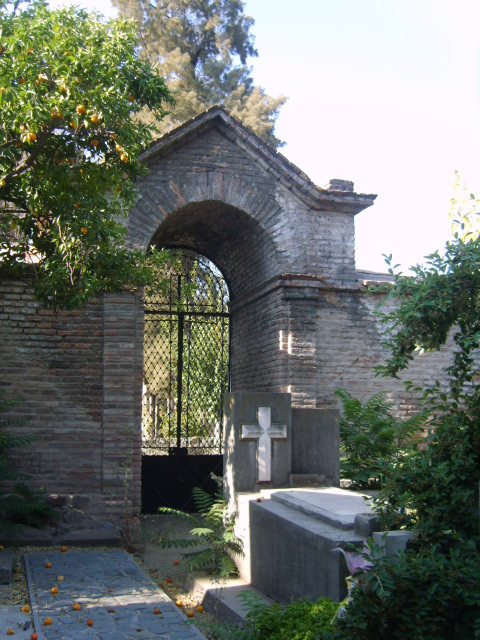
Entrada al Patio de los Disidentes desde el Cementerio General de Santiago.

El Patio de los Disidentes N° 1 se encuentra en el costado sur del Cementerio General de Santiago, en la comuna de Recoleta, en la zona norte de la capital chilena. Se creó como un lugar para enterrar a los cristianos protestantes, antiguamente llamados «disidentes», aunque allí también se encuentran judíos. La mayor parte de los sepultados son extranjeros de origen europeo, principalmente alemanes e ingleses.

## Historia
La Iglesia católica chilena autorizó la construcción de este lugar en 1854 con la condición de que se levantara un muro de siete metros de alto por tres de largo, para separar ese sector con el objetivo de que no se contaminara el resto del Cementerio: «Es esencial que el lugar bendito esté materialmente separado del terreno profano», decía la Iglesia. La aprobación se debió tanto a las presiones internacionales como a las políticas ligadas a movimientos laicos.
Antes de la construcción de este recinto, los «disidentes» fallecidos se enterraban en el basural ubicado en las faldas del cerro Santa Lucía en Santiago, mientras que, antes de la creación del Cementerio de Disidentes en Valparaíso, se inhumaban en las costas de las playas de ese puerto. Con la aprobación de las leyes laicas por el presidente Domingo Santa María entre 1880 y 1884, se eliminaron algunas restricciones para este tipo de patios con tumbas no católicas. 
Alrededor de 3000 personas se encuentran sepultadas, entre ellas el predicador callejero Juan Canut de Bon, de quien proviene el apodo «canuto» usado para referirse a los protestantes, y José Manuel Ibáñez Guzmán, el primer pastor chileno y latinoamericano. Durante muchos años, en el sendero que bordeaba el Patio Disidente, se observaba una placa con el texto «A la memoria de los desterrados del cielo y de la tierra». En 1932, la comunidad judía de Santiago inauguró el Cementerio Israelita de Recoleta, pudiendo recién a partir de esa fecha sepultar a los practicantes del judaísmo en su propio cementerio dentro de la ciudad. 
Durante la presidencia de Michelle Bachelet, la Oficina Nacional de Asuntos Religiosos, junto a la Municipalidad de Recoleta, financió el proyecto de restauración de este lugar, que fue calificado por el Ministro de Segpres como «una gran obra Bicentenario» por su carácter simbólico.

## Enterrados
Eran enterrados todos quienes no profesaban la fe católica, como luteranos, evangélicos, anglicanos, judíos, etc. 

"La de Frankenstein", dice.  Berta Seckel Frankenstein, fallecida en 1866. También vigilo el mausoleo de la Colonia Alemana. La tumba de Rodulfo Phillipi. Algunas de masones, que en vez de cruz tienen una columna rota o un sutil adorno de azulejos blanco y negro. El nicho de Gustavo Heyermann, el inventor del primer submarino que navegó en el Pacífico en 1911. La de Juan Canut Bon, el primer evangélico que les dio el conocido apodo a sus seguidores. Y recordatorios de la sempiterna violencia de los chilenos. Como la tumba de Alice Meyer, la hija de los dueños de los restaurantes München, que murió en 1985 estrangulada y sin culpables, en Lo Barnechea.
Rosa Cáceres, la cuidadora de las tumbas 